# Emil Rogalski
Emil Rogalski (ur. 29 czerwca 1898 w Dragoszy, zm. ?) – kapitan piechoty Wojska Polskiego i komisarz Straży Granicznej, działacz niepodległościowy.

## Życiorys
Urodził się 29 czerwca 1898 w Dragoszy, w ówczesnym powiecie kimpolungskim Księstwa Bukowiny, w rodzinie Józefa.
W czasie I wojny światowej walczył w szeregach 3 pułku piechoty Legionów Polskich . Uczestniczył w kampanii besarabskiej i wołyńskiej pułku . Wiosną 1917 został wymieniony we wniosku o odznaczenie austriackim Krzyżem Wojskowym Karola .
W czasie wojny z bolszewikami walczył w Żandarmerii Polowej Okręgu Etapowego Wilno. 27 sierpnia 1920 został zatwierdzony z dniem 1 kwietnia 1920 w stopniu rotmistrza, w żandarmerii, w grupie oficerów byłych Legionów Polskich. We wrześniu 1920 był w III dywizjonie etapowym żandarmerii polowej. W lutym 1921 był w tym dywizjonie dowódcą 22 szwadronu. 1 czerwca 1921 pełnił służbę w VIII dywizjonie żandarmerii wojskowej.
Z dniem 25 października 1921 został przeniesiony do rezerwy. Później został przeniesiony do korpusu oficerów rezerwy piechoty i przydzielony w rezerwie do 56 pułku piechoty w Krotoszynie. 8 stycznia 1924 został zatwierdzony w stopniu kapitana ze starszeństwem z 1 czerwca 1919 i 1316. lokatą w korpusie oficerów rezerwy piechoty. W 1934, jako oficer rezerwy pozostawał w ewidencji Powiatowej Komendy Uzupełnień Starogard. Posiadał przydział do Oficerskiej Kadry Okręgowej Nr VIII. Był wówczas w grupie oficerów „pełniących służbę w Straży Granicznej”. Był między innymi komendantem Komisariatu SG Lipiny (1 czerwca – 15 października 1930) i komisariatu SG Gdynia (1930–1936) oraz adiutantem Wielkopolskiego Inspektoratu Okręgowego SG (od 1936). Od 1938 pełnił służbę w Wielkopolskim Okręgu SG.

## Ordery i odznaczenia

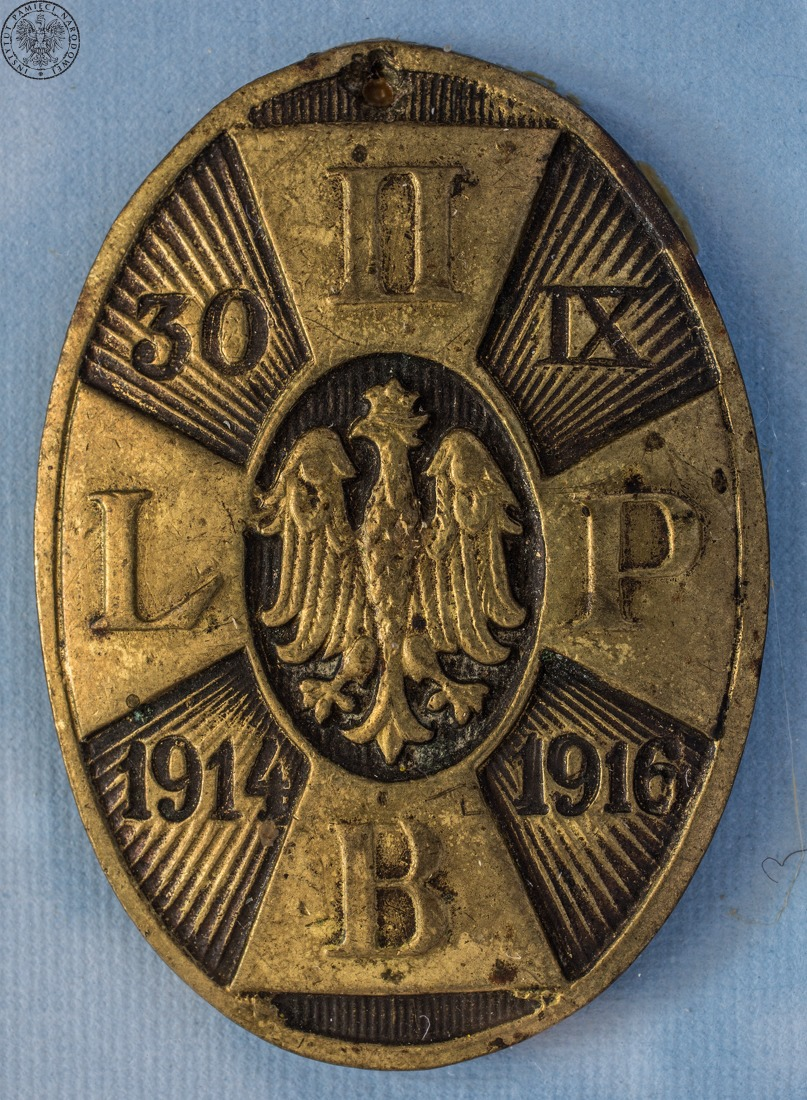
Tarcza II Brygady Legionów Polskich

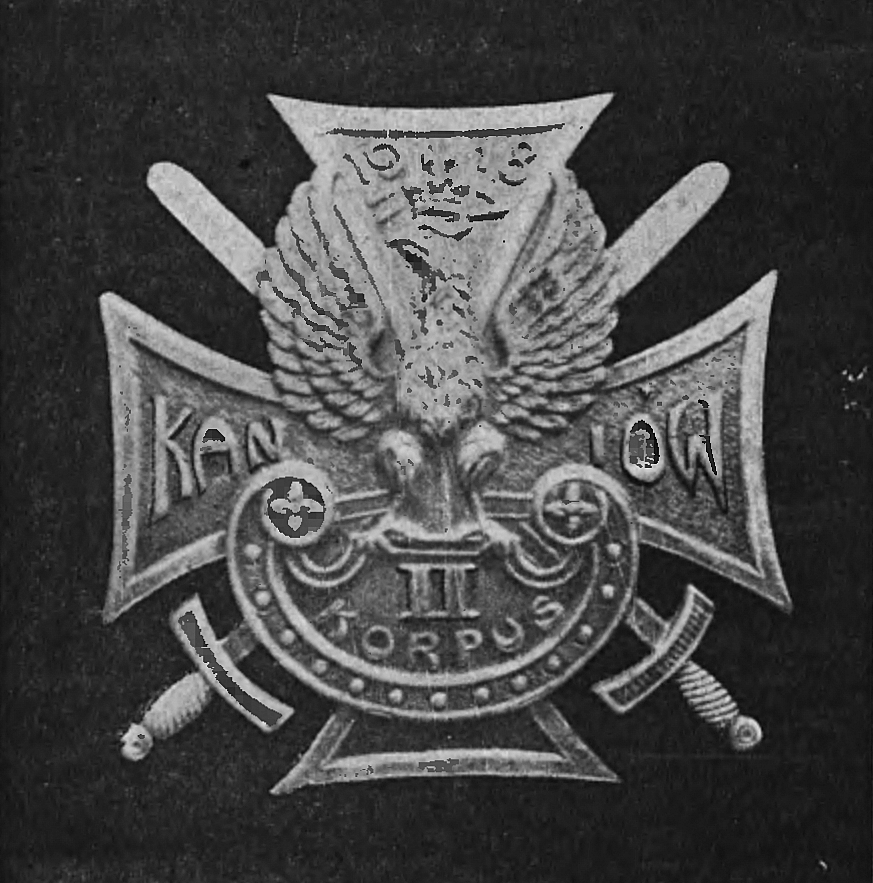
Krzyż Kaniowski

- Krzyż Niepodległości – 16 września 1931 „za pracę w dziele odzyskania niepodległości”[18][1][19]
- Krzyż Walecznych dwukrotnie „za czyny orężne w bojach b. 3 pp Leg. Pol.”[20][21]
- Srebrny Krzyż Zasługi[22]
- Odznaka Pamiątkowa Więźniów Ideowych[2]
- Krzyż Kaniowski[8]
- Krzyż Honorowy 3 pułku piechoty Legionów Polskich[8]
- Krzyż za Wilno[8]
- Tarcza II Brygady Legionów Polskich[8]